# Tachytrechus perornatus
Tachytrechus perornatus är en tvåvingeart som beskrevs av Robinson 1975. Tachytrechus perornatus ingår i släktet Tachytrechus och familjen styltflugor.
Artens utbredningsområde är Dominica. Inga underarter finns listade i Catalogue of Life.